# Enthiran
Série
2.0
(2018)
Pour plus de détails, voir Fiche technique et Distribution.
Enthiran, ou Endhiran (en tamoul எந்திரன்), est un film de science-fiction tamoul coécrit et réalisé par S. Shankar, sorti en 2010.
Produit par Kalanidhi Maran, il est le film le plus cher du cinéma indien lors de sa sortie. Il décrit le développement de la technologie en Inde.
Après dix ans de pré-production et deux années de tournage et de post-production, le film est sorti dans le monde entier le 1er octobre 2010 de même que les  versions doublées Robot en hindî et Robo en telougou. La sortie du film a été précédée de celle de la bande originale, composée par A. R. Rahman, le 31 juillet 2010.
Il a pour suite le film 2.0.

## Synopsis
L'histoire du film tourne autour de la lutte d'un scientifique pour contrôler sa création, un robot androïde (Chitti) dont le processeur a été mis à niveau pour lui donner la capacité de comprendre et de générer des émotions humaines. Cela fonctionne si bien que le robot tombe amoureux de la fiancée du chercheur…

## Fiche technique
- Titre original : எந்திரன்
- Titre français : Enthiran
- Titre anglais : Robot
- Réalisateur : S. Shankar
- Scénario : S. Shankar et Sujatha
- Dialogues : Swanand Kirkire (en) et Shree Ramakrishna
- Direction artistique : Sabu Cyril
- Costumes : Manish Malhotra
- Photographie : R. Rathnavelu
- Montage : Anthony
- Musique : A. R. Rahman
- Paroliers : Vairamuthu et Pa. Vijay
- Chorégraphie : Prabhu Deva, Raju Sundaram, Remo D'Souza et Dinesh Balraj
- Production : Kalanithi Maran et Hansraj Saxena
- Société de production : Sun Pictures
- Société de distribution : Ayngaran International, Fusion Edge Media (États-Unis), Sun Pictures (Inde)
- Effets spéciaux : Srinivas Mohan
- Cascades et combats : Peter Heins
- Pays d'origine :  Inde
- Langue originale : tamoul [4]
- Format : couleur – 2.35 : 1 – son Dolby Digital
- Genre : Action et science-fiction
- Durée : 165 minutes
- Dates de sortie :
  - Inde et États-Unis : 1er octobre 2010
  - France : 4 septembre 2011 (L'Étrange Festival)

## Distribution
- Rajinikanth : Vaseegaran et Chitti
- Aishwarya Rai Bachchan : Sana
- Danny Denzongpa : Danny Bohra
- Karunas : Ravi
- Santhanam : Siva
- Devadarshini : Latha
- Mani Kalabhavan : Pachaimuthu
- Sabu Cyril : Shah Agent
- Revathi Sankaran : La mère de Vaseegaran
- Delhi Kumar : Le père de Vaseegaran
- Cochin Haneefa : Policier de la circulation

## Musique
La musique est composée par A. R. Rahman et chorégraphiée par Prabhu Deva (1, 2, 5),  Remo D'Souza (3), Raju Sundaram (6) et Dinesh Balraj (7). Les paroliers et les interprètes sont différents selon les versions.
Version tamoule
Les textes des chansons sont écrits par Vairamuthu (1, 2, 5), Pa. Vijay (6), Madhan Karky (3, 7) et Lady Kash et Krissy (3).
1. Pudhiya Manidha - S. P. Balasubramaniam, A. R. Rahman, Khatija Rahman (6:11)
2. Kadhal Anukkal - Vijay Prakash, Shreya Ghoshal (5:45)
3. Irumbile oru Irudhaiyam - A. R. Rahman, Lady Kash et Krissy (5:15)
4. Chitti Dance Showcase - Pradeep Vijay, Pravin Mani, Yogi B (2:44)
5. Arima Arima - Hariharan, Sadhana Sargam (5:19)
6. Kilimanjaro - Javed Ali, Chinmayi (5:32)
7. Boom Boom Robo Da - Yogi B, Kirthi Sagathia, Swetha Mohan, Tanvi Shah (4:28)

Version en hindi
Les textes des chansons sont écrits par Swanand Kirkire et Lady Kash et Krissy ; elles sont interprétées par Srinivas, A. R. Rahman, Khatija Rahman, Mohit Chauhan, Shreya Ghoshal, Suzanne, Kash n' Krissy, Pradeep Vijay, Pravin Mani, Rags, Yogi B, Hariharan, Sadhana Sargam, Javed Ali, Chinmayi, Madhushree, Kirthi Sagathia et Tanvi Shah.

## Récompenses
- Star Screen Award :  Srinivas Mohan pour les Meilleurs effets spéciaux ; Prix spécial du jury Spectacular Cutting Of Age Technology (sélection spectaculaire de scènes montrant l'ère de la technologie)
- IIFA Awards : Sabu Cyril pour la Meilleure direction artistique ; Banu pour le Meilleur maquillage ; Meilleurs effets spéciaux

## Projet de suite
Au printemps 2011, la presse s'est fait l'écho d'une possible suite à Enthiran réunissant la même équipe.